# Klever Tor (Xanten)
Das Klever Tor ist ein 1393 erbautes Doppeltor in Xanten am Niederrhein.

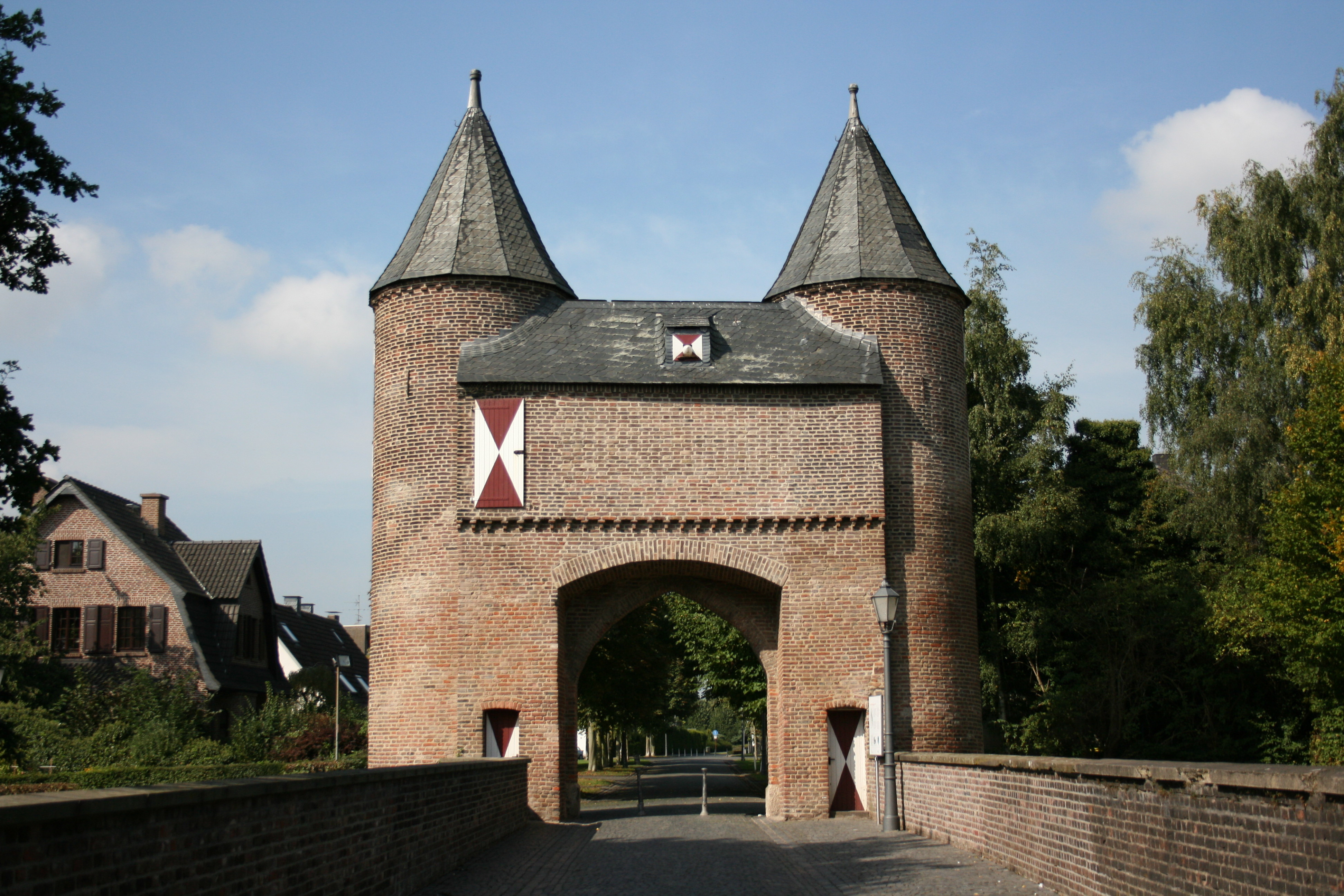
Klever Tor, Eulentürme des äußeren Tors

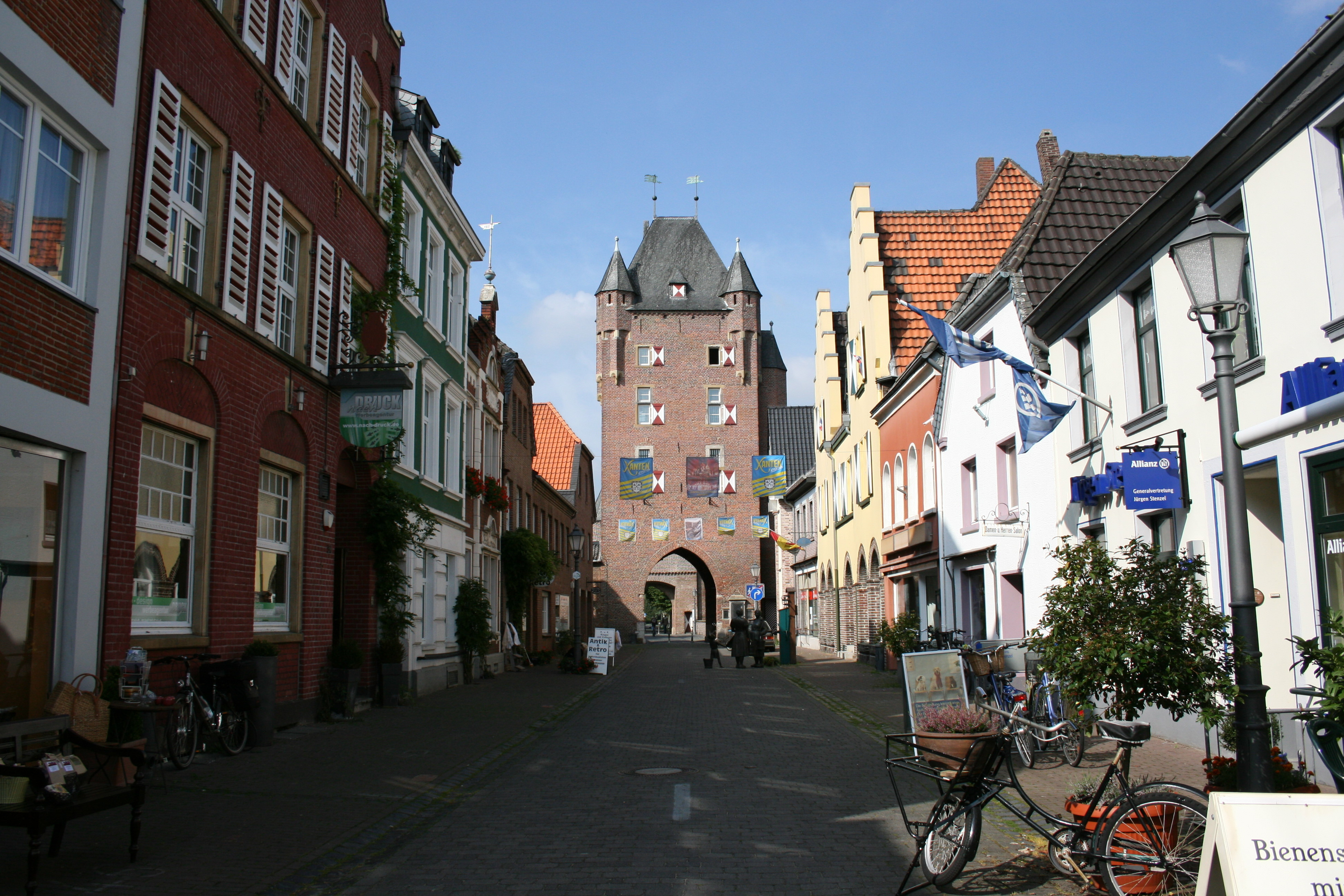
Inneres Tor an der Klever Straße

Es war Teil der mittelalterlichen Stadtbefestigung, von der später weite Teile aus Kostengründen abgerissen wurden. Nachdem bereits 1821 das „Marstor“ und 1825 das „Scharntor“ abgerissen worden waren, lehnte der Xantener Stadtrat 1843 den Abbruch des Klever Tors jedoch ab. Zu diesem Zeitpunkt wurde es als Arresthaus benutzt. 
Das Klever Tor besteht aus zwei Toren, die über eine Brücke miteinander verbunden sind. Früher führte diese Brücke über einen ringförmig um die Xantener Innenstadt gelegenen Stadtgraben, welcher heute als Stadtpark dient. Das innere Tor besteht aus einem einzelnen quadratischen Turm, in dem heute drei mietbare Appartements als Ferienwohnung angeboten werden. Das äußere Tor wird durch zwei Rundtürme, die sogenannten „Eulentürme“, und einen Mauerbogen gebildet. 
Im Jahre 1843 befand sich das Tor in einem miserablen Zustand, so dass Franz Langenberg beauftragt wurde, es zu restaurieren. Das Dach der Eulentürme fehlte völlig, das Mauerwerk war an manchen Stellen schadhaft, und der Bogen oberhalb der Durchfahrt drohte einzustürzen. Aus diesem Grund wurden Mauern innerhalb des Tores, die nachträglich zur Nutzung des Tores als Arresthaus hinzugefügt worden waren und nun das Fundament zu stark belasteten, abgerissen und das Tor von Grund auf renoviert. 
Nach dem Zweiten Weltkrieg mussten die oberen Stockwerke des Tores rekonstruiert werden, der ursprüngliche Unterbau von 1393 ist jedoch noch immer erhalten.